# Вольногорское сельское поселение
Вольногорское сельское поселение — упразднённое с 30 марта 2010 года муниципальное образование в Батецком муниципальном районе Новгородской области России. Численность населения была 633 человека.
Административным центром была деревня Вольная Горка, находится в 51 км к востоку от райцентра — посёлка Батецкий. По этой территории протекает река Луга.
Территория сельского поселения была расположена на северо-западе Новгородской области и объединяла 14 деревень: Велегощи, Вольная Горка, Вольное Загорье, Вольные Кусони, Дубровка, Жестяная Горка, Кромы, Лугско, Люболяды, Любуницы, Мокрицы, Мыселка, Нехино и Очно.
Вольногорское сельское поселение было образовано в соответствии с законом Новгородской области от 11 ноября 2005 года № 559-ОЗ. Законом Новгородской области от 30 марта 2010 г. N 714-ОЗ путём объединения упразднённых Вольногорского сельского поселения и Мойкинское сельского поселения было вновь образовано муниципальное образование Мойкинское сельское поселение с административным центром в деревне Мойка.